# Tamari Gagoschidse
Tamari Gagoschidse (georgisch თამარი გაგოშიძე, englische Transkription: Tamari Gagoshidze; * 24. Oktober 2003) ist eine georgische Tennisspielerin.

## Karriere
Gagoschidse begann mit sechs Jahren das Tennisspielen und ihr bevorzugter Belag ist der Hartplatz. Sie spielt vorrangig auf der ITF Women’s World Tennis Tour, wo sie bislang jeweils einen Titel im Einzel und Doppel gewinnen konnte.
Im Februar 2022 gab Gagoschidse ihr Debüt in der georgischen Billie-Jean-King-Cup-Mannschaft, wo sie bislang in vier Begegnungen sechs Matche bestritt, davon zwei Einzel und vier Doppel, wovon sie eines gewann.

### College Tennis
Seit Herbst 2022 spielt sie für das Damentennisteam der Kansas Jayhawks der University of Kansas.

## Privates
Tamari ist die Tochter von Irma Aptsiauri und Teimuraz Gagoshidze und studiert Management und Unternehmensführung.